# 秋田運河
秋田運河（あきたうんが）は、秋田県秋田市を流れる運河である。

## 概要
河川法上の名称は「旧雄物川」となっている。以前は雄物川の本流であったが、1937年（昭和12年）の雄物川放水路の完成によって旧流路は運河となった。秋田市茨島で雄物川から分流し、秋田港で日本海に注ぐ。全長9.3km。この秋田運河と日本海および雄物川によって、勝平を島にしている。
左岸は勝平・向浜地区、右岸は茨島・川尻・八橋・寺内・土崎港地区に面する。

## 支流
- 旭川
- 草生津川
- 新城川

## 橋梁
- 新川橋
- 勝平新橋
- 臨海大橋（国道7号秋田南バイパス）
- 新港大橋（秋田県道65号寺内新屋雄和線）
- 旧雄物川橋梁（秋田臨海鉄道）